# Eleonora-Carmen Hărău
Eleonora-Carmen Hărău (n. 4 noiembrie 1960, Hunedoara, Hunedoara, România) este o fostă politiciancă româncă care a ocupat funcțiile de deputat în legislatura 2012-2016 și senator în legislatura 2016-2020.